# Jaime Tafoya
Jaime Tafoya, né à Guadalajara (Jalisco), est un artiste peintre mexicain. 

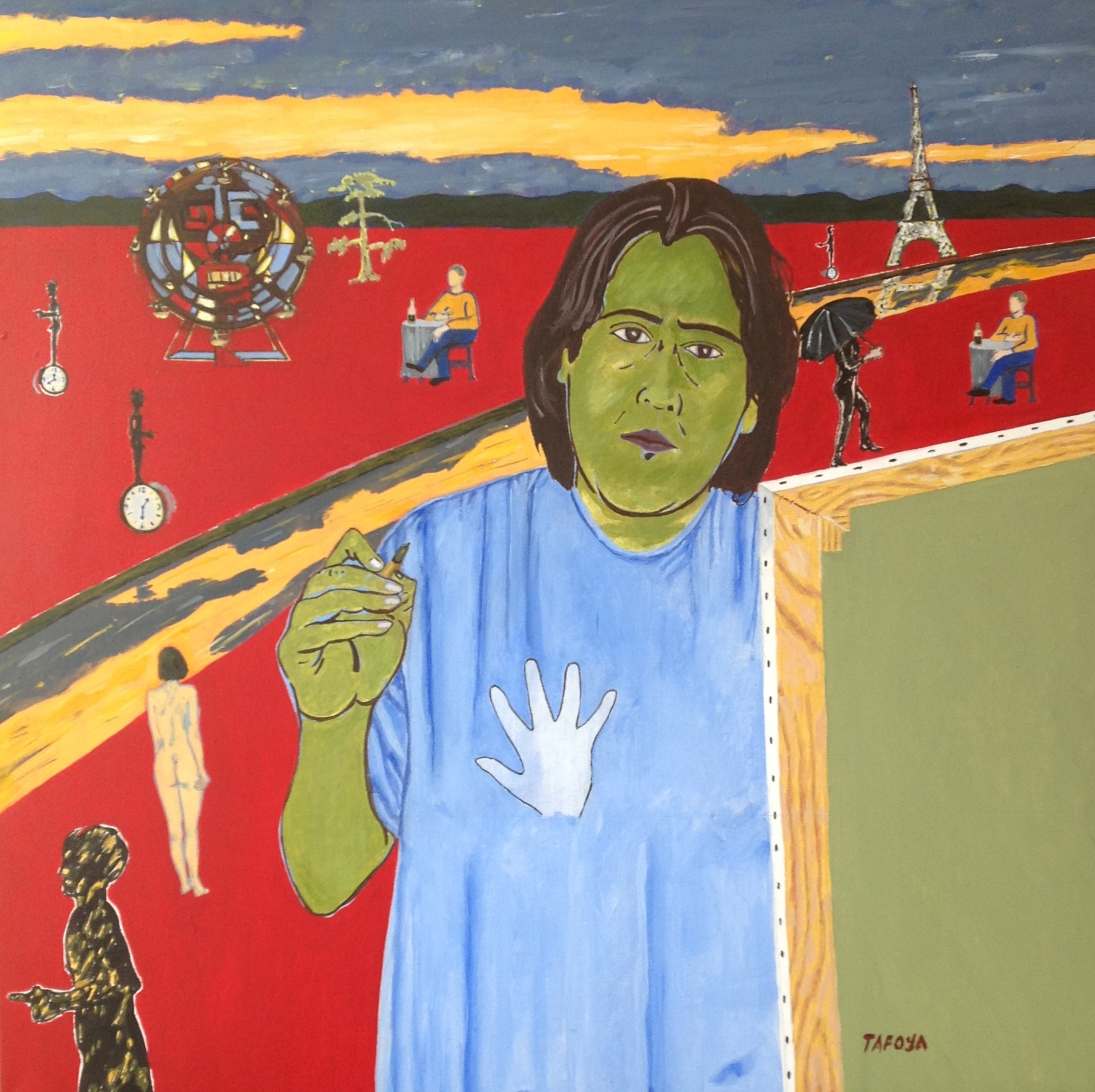
Autoportrait, 100 x 100 cm, acrylique sur toile, collection Musée CJV, Claudio Jimenez, Viscarra

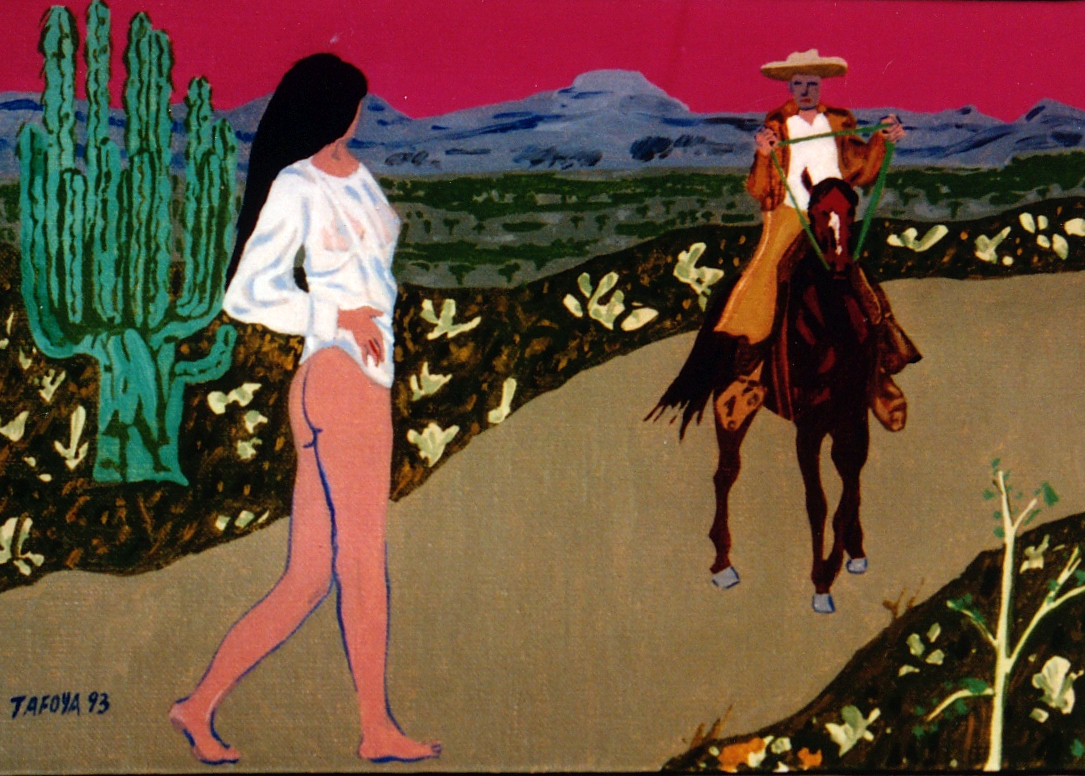
Rencontre idyllique et imaginaire dans la campagne mexicaine

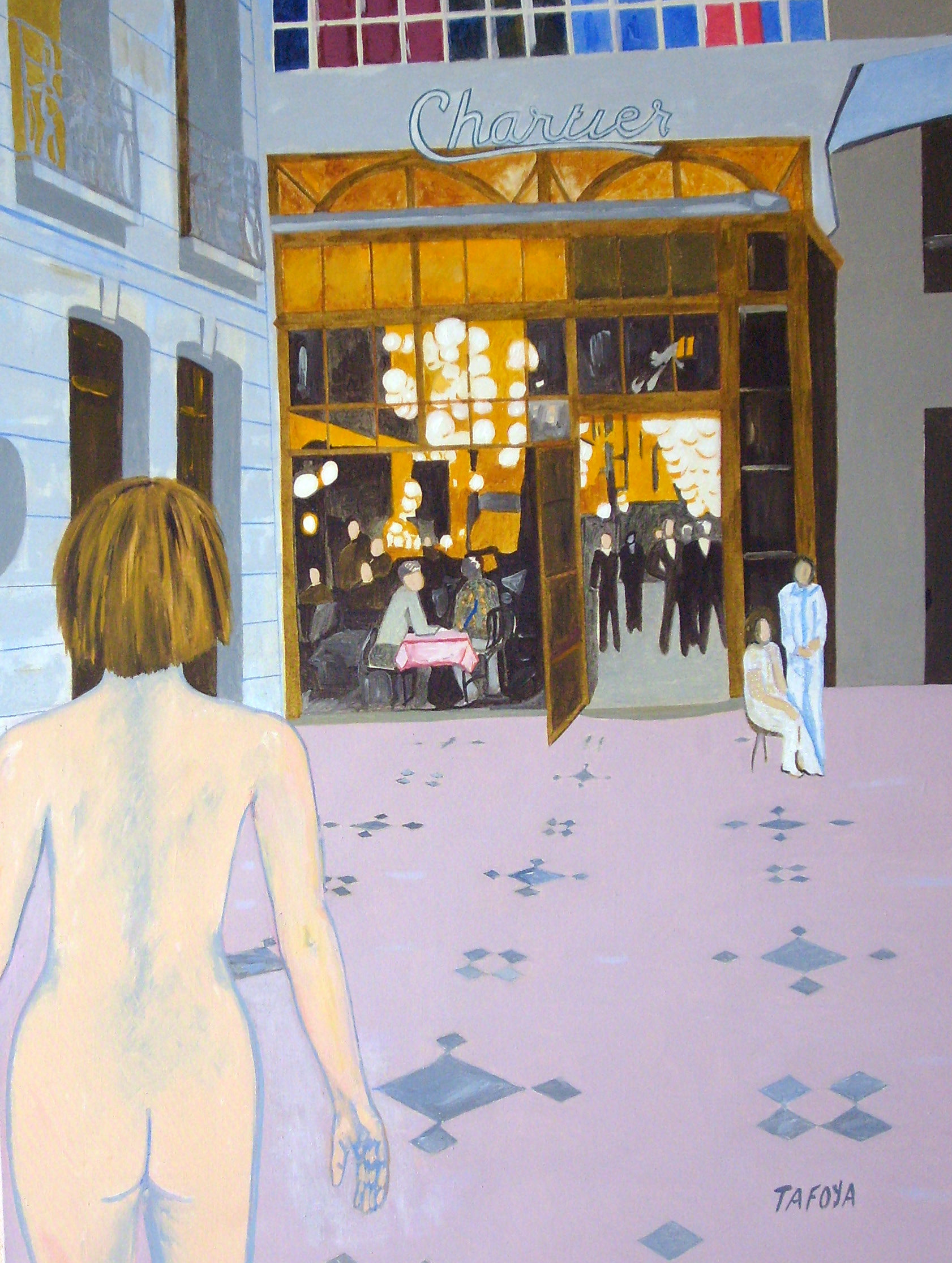
Bouillon Chartier, à Paris, 89 x 116 cm, acrylique sur toile

## Biographie
Après son baccalauréat obtenu à l’Université de Guadalajara, Jaime Tafoya entame des études d’architecture en 1971 avant d’opter en 1973 pour des études de philosophie et de littérature, toujours à l’Université de Guadalajara, qu’il suivra pendant deux ans. Devenu artiste, il signe ses tableaux « TAFOYA ». En 1988, il quitte Guadalajara pour Paris. 

## Technique
Au chapitre consacré à Jaime Tafoya dans l’ouvrage Cuatro siglos de pintura jalisciense de Arturo Camacho Becerra et Ramírez Godoy Guillermo, en 1996, on lit, page 181 : « Jaime Tafoya a inventé une définition plastique qui lui est propre au sein de la peinture figurative, avec des réminiscences  du pop art, sans toutefois en venir à cet extrême conceptuel. Ses thèmes et compositions tendent néanmoins vers le discours graphique, l’annonce publicitaire ou l’affiche. Les scènes se déroulent dans la rue ou des lieux publics tels que les cinémas et les restaurants. Et toujours, comme élément contrastant récurrent, la femme nue. L’environnement visuel est irréel, mais la couleur fine et la perspective attirent le spectateur ».

## Distinctions
- 1980 : Mention honorifique et prix au Salon d’Octobre, Guadalajara, Jalisco, Mexique.
- 1981 : Sélectionné par le Salón Nacional de Pintura del Palacio de Bellas Artes, Mexique.
- 1991 : Inclusion dans la collection permanente du MUSA[2], de l’Université de Guadalajara, Mexique.
- 1991 : Inclusion dans la collection permanente du Museo Claudio Jiménez Vizcarra, musée virtuel affilié au Centre d'information muséologique UNESCO-ICOM.
- 2013 : Reconnaissance de la contribution de Jaime Tafoya aux valeurs culturelles de Jalisco.

## Principales expositions
- 1985 : Neorealismo y Figuración - Ex Convento del Carmen Guadalajara Jalisco, Mexique
- 1987 : Galería Carlos Ashida, Guadalajara, Jalisco, Mexique
- 1989 : FIAP, 30 rue Cabanis, Paris
- 1991 : Salon des indépendants, au Grand Palais, Paris
- 1991 : Collection permanente du MUSA[2], de l’Université de Guadalajara, Mexique
- 1991 : Collection permanente du Museo Claudio Jiménez Vizcarra, musée virtuel affilié au Centre d'information muséologique UNESCO-ICOM
- 1995 : Galería Magritte-Roxy Guadalajara, Jalisco, Mexique
- 1996 : Galerie Elysée-Rond-Point, Champs-Élysées, Paris
- 1997 : ¿El arte es refrigerable?, Casa de las palabras y las imágenes, Guadalajara, Jalisco, Mexique
- 1998 : Premier Salon d’art latino-américain à Paris
- 1998 : « Arte Contemporáneo Jalisciense », The National Museum of Mexican Art, Chicago, Illinois, USA (prêt d'œuvres de la collection permanente du Museo de las Artes de Guadalajara, Jalisco, Mexique)[3]
- 1999 : Galerie de Neuilly, M.J.C. de Neuilly-sur-Seine
- 1999 : La condition publique, Braderie de l'art, Roubaix
- 2000 : Los camarones (dessins), Café Bataclan, Paris
- 2001 : Merkato, Casa Vallarta, UdeG-Guadalajara, Jalisco, Mexique
- 2002 : Galería Vertice, Club de Industriales, Guadalajara, Jalisco, Mexique
- 2004 : Ex Convento del Carmen, Guadalajara, Jalisco, Mexique
- 2006 : Bateau Daphné, Quai de Montebello, Paris
- 2005 : Cotla ville imaginaire : Ex Convento del Carmen, Guadalajara, Jalisco, Mexique
- 2007 : El pensamiento continúa, Ex Convento del Carmen, Guadalajara, Jalisco, Mexique
- 2007 : Dédale, Espace Commines, 75003 Paris
- 2008 : Micro Macro Mégalo, Espace Commines, Paris (exposition organisée par Artistes à la Bastille[4]
- 2009 : Art vs Murs, Berlin, Allemagne
- 2009 : Hauts les Murs, Espace Commines, Paris[5]
- 2010 : Exposition COTLA - 12 tableaux d'une ville imaginaire, Galerie Geoffroy de la Taille - Art Émoi, Paris
- 2011 : Powder to the people (Polvo para el pueblo), Galería Ajolote Arte Contemporáneo[6]
- 2013 : La nave de los locos, Congreso del estado de Jalisco, Guadalajara, Jalisco, Mexique
- 2015 : Chroniques, Bastille Design Center, Paris
- 2016 : Galería Ajolote Arte Contemporáneo, Guadalajara, Jalisco, Mexique
- 2017 : Hybrides, Espace Commines, Paris
- 2017 : Spring Art, exposition d’artistes français et mexicains, Galerie 59 Rivoli, Paris
- 2018 : Dévoilement de la sculpture La langouste lectrice, VIIes Rencontres internationales de poètes et d’art « Letras en la Mar », Puerto Vallarta, Mexique[7]
- 2021 : COTLA II La Cabeza de cotlamina, exposition individuelle, Galerie 3F à Montmartre. 58, rue des Trois-Frères, 75018 Paris et publication de l'historiette Cotla 2 La Cabeza de contamina chez www.lulu.com
- 2021 : Double Face, Espace Commines, Paris (exposition collective organisée par Artistes à la Bastille)
- 2022 : participe avec sa « Joconde mexicaine » à l'exposition La Joconde Immersive, exposition itinérante en France et dans le monde proposée par le Musée du  Louvre et Le Grand Palais Immersif. Première étape : Palais de la Bourse à Marseille du 10 mars au 22 août 2022
- 2022 : Trop, Espace Commines (exposition collective organisée par Artistes à la Bastille)